# Santa Cruz Milpillas
Santa Cruz Milpillas är en ort i Mexiko.   Den ligger i kommunen Temixco och delstaten Morelos, i den sydöstra delen av landet, 70 km söder om huvudstaden Mexico City. Santa Cruz Milpillas ligger 1 146 meter över havet och antalet invånare är 336.
Terrängen runt Santa Cruz Milpillas är kuperad västerut, men österut är den platt. Terrängen runt Santa Cruz Milpillas sluttar söderut. Runt Santa Cruz Milpillas är det ganska tätbefolkat, med 120 invånare per kvadratkilometer. Närmaste större samhälle är Cuernavaca, 16,9 km norr om Santa Cruz Milpillas. I omgivningarna runt Santa Cruz Milpillas växer huvudsakligen savannskog.